# Radlersche Glockengießerei

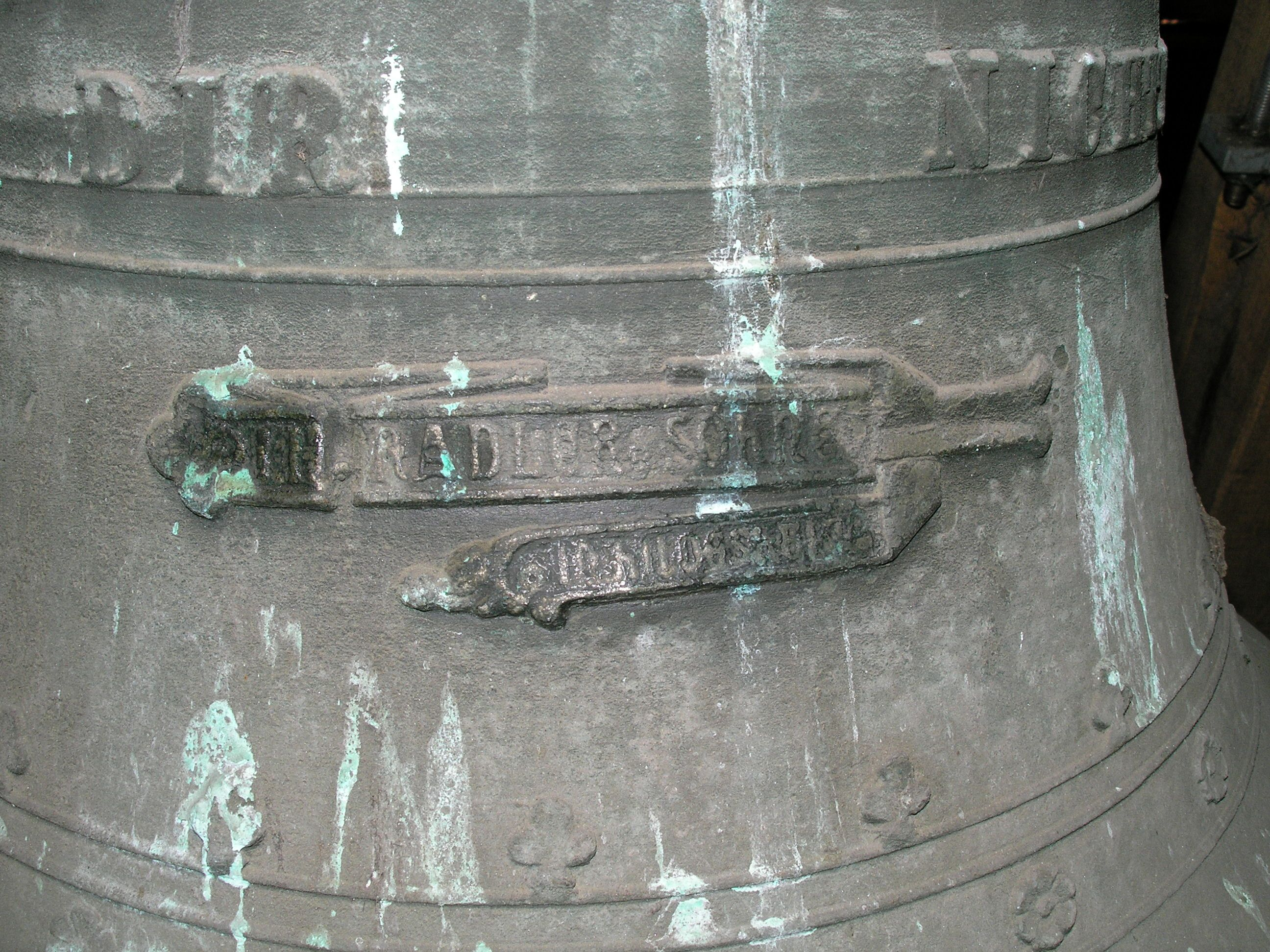
Firmenzeichen der Glockengießerei J. J. Radler & Söhne um 1890

Die Radlersche Glockengießerei in Hildesheim war ein im 19. Jahrhundert gegründetes Unternehmen, das bis 1936 mehr als 4.500 Glocken produzierte.

## Geschichte
Namensgeber des Unternehmens war der aus Nürnberg gebürtige Johann Jakob Radler (* 1827; † im 19. oder 20. Jahrhundert), der im Alter von 26 Jahren nach Hildesheim ging, wo er um 1853 anfangs in der Gelbgießerei Lange am Ostertor arbeitete. Nachdem dieser Betrieb jedoch kurz darauf einem Feuer zum Opfer gefallen und zudem der Besitzer gestorben war, gründete Radler eine eigene Gießerei, anfangs kurzfristig an der Moltkestraße, schon nach kurzer Zeit ab 1853 jedoch an der Windmühlenstraße.
Radlers Gießerei spezialisierte sich insbesondere auf den Guss von Kirchenglocken: Spätestens ab 1883 unter dem Firmennamen J. J. Radler & Söhne lieferte sie beispielsweise Glocken an die Christuskirche in Hannover.
Ab 1924 firmierte die Gießerei unter dem Namen Gebr. Radler.
Spätestens ab 1931 firmierte die Radlersche Glockengießerei als GmbH. In ihrer Firmengeschichte bis 1936 produzierte das Unternehmen mehr als 4500 Glocken.
Ihren letzten Auftrag erhielt die Radlersche Gießerei zur Zeit des Nationalsozialismus: Der Guss von vier Glocken für die Kirche in Wildemann konnte nicht mehr ausgeführt werden, weil das Material kurz vor dem Guss  im Jahr 1936 zugunsten der Rüstungsproduktion beschlagnahmt wurde.
1937 erwarb der Autohändler Dost das Betriebsgelände an der Windmühlenstraße, bevor der Autohandel in das Gewerbegebiet Bavenstedt verlegt wurde. Die Gebäude an der Windmühlenstraße wurden in der Folge abgerissen.

## Radlerstraße
Die Benennung der Radlerstraße im Hildesheimer Stadtteil Bavenstedt am 11. Juni 1990 erinnert mit ihrer Namensgebung an Johann Jakob Radler und die Radlersche Glockengießerei.

## Bekannte Werke (Auswahl)
- 1883, Hannover, 2 Glocken für die Christuskirche: Große Glocke mit Ton b im Ersten Weltkrieg eingeschmolzen; kleine Glocke mit Ton d im Juni 1921 für 15.000 Mark an die Kirchengemeinde in Ebersgrün im Vogtland in Sachsen verkauft[3]
- 1899, Hildesheim: Große Glocke der Andreaskirche[2]
- 1903, Philippi (Kapstadt), Glocken der Evangelisch-Lutherischen Kirche[5]
- 1923 und 1926, Leveste: Zweite und dritte Glocke in St. Agatha[6]